# Eberhard Weise
Eberhard Weise (Lauta, 3 agosto 1953) è un bobbista tedesco.

## Biografia
Ai XIV Giochi olimpici invernali(edizione disputatasi nel 1984 a Sarajevo, Jugoslavia) vinse la medaglia d'argento nel Bob a quattro con i connazionali Bernhard Lehmann, Bogdan Musiol e Ingo Voge, partecipando per la nazionale tedesca (Germania Est), superando quella svizzera ma venendo superati dall'altra tedesca.
Il tempo totalizzato fu di 3:26,04 con un distacco minimo rispetto alle altre classificate 3:25,56 e 3:26,16 i loro tempi.
Inoltre ai campionati mondiali vinse una medaglia d'argento nel 1982, nel bob a quattro con Bernhard Lehmann, Roland Wetzig e Bogdan Musiol.